# Revolta Judaica contra Heráclio
A Revolta judaica contra Heráclio foi uma insurreição judaica contra o Império Bizantino por toda a região do Levante em apoio ao Império Sassânida durante a Guerra bizantino-sassânida de 602-628. A revolta começou com a Batalha de Antioquia (613), culminando com a conquista de Jerusalém em 614 pelas forças persas e judaicas e o estabelecimento da autonomia judaica. A revolta terminou com a retirada das tropas persas e a posterior rendição dos rebeldes judeus aos bizantinos em 625 (ou 628).

## Contexto
Durante os primeiros estágios da guerra bizantino-sassânida de 602-628, o imperador Cosroes II decidiu realizar um movimento tático estabelecendo uma aliança com a população judaica do Império Sassânida, com a promessa de restabelecer um governo judaico na Terra de Israel (província bizantina da Palestina Prima na época). Em função deste pacto com Cosroes, Neemias, filho de um exilarca judeu, conseguiu recrutar um exército com 20 000 soldados na Pérsia e marchou para o Levante com as tropas persas[carece de fontes?].

## Revolta
Após a vitória em Antioquia, o exército judaico-sassânida, comandado por Sarbaro, chegou à Palestina Prima e conquistou Cesareia Marítima. Ao exército então se juntaram as forças comandadas por Benjamim de Tiberias (de acordo com fontes judaicas, um homem riquíssimo), que alistou e armou soldados vindos de Tiberias, Nazaré e das cidades nas montanhas da Galileia. Reforçado, o exército marchou então para Jerusalém. Posteriormente, se juntaram ainda ao exército os judeus dos territórios ao sul do país, assim como um contingente de árabes. O exército combinado então conquistou Jerusalém em julho de 614, após um cerco de vinte dias. De acordo com Antíoco Estratego, dezenas de milhares de cristãos foram massacrados durante a conquista.

## A comunidade judaico-sassânida
Apesar de existirem poucas fontes sobre o que teria acontecido nos anos seguintes, parece que os judeus receberam permissão para governar a cidade e o fizeram de fato pelos cinco anos seguintes. Os judeus de Jerusalém conquistaram o controle da cidade e grande parte da Judeia e da Galileia se tornaram províncias judaicas autônomas dentro do Império Sassânida. Na época, aproximadamente 150 000 judeus viviam nos 43 assentamentos por todo o território [carece de fontes?].
De acordo com as fontes judaicas, após a conquista de Jerusalém, Neemias ben Hushiel foi designado como governante de Jerusalém. Ele começou o trabalho de reconstrução do templo e também uma análise das genealogias para fundar um novo conjunto de sumo-sacerdotes. Aproximadamente cinco anos depois, os persas deram o controle da província para os cristãos conforme retiravam suas tropas, um ato considerado como traição pelos judeus[carece de fontes?].

## Resultado

### Restauração do governo bizantino
As fontes divergem enormemente sobre o que teria acontecido depois da revolta. De acordo com algumas, em 625, o exército bizantino reconquistou o território e uma anistia foi concedida a Benjamin de Tiberias e aos judeus que se juntaram aos persas. Em 628, após a derrota e morte de Cosroes II, Heráclio entrou vitorioso em Jerusalém. Os judeus de Tiberias e de Nazaré, sob a liderança de Benjamin, trocaram de lado e se juntaram a ele. Alega-se inclusive que Benjamin teria acompanhado o imperador em sua entrada em Jerusalém.
De acordo com outras fontes, o retorno bizantino não foi tão pacífico no início, resultando diretamente na execução de Benjamin e de outros revolucionários pelas mãos de um Teodósio em 625.

### Massacre dos judeus (629)
Em 629, a situação piorou, resultando num massacre de grandes proporções da população judaica por toda a região de Jerusalém e da Galileia e provocando uma fuga em massa de dezenas de milhares de refugiados da Palestina para o Egito. De acordo com Eutíquio (887-940), o imperador teria feito a paz com os judeus se não tivesse sido instigado por monges fanáticos a iniciar o massacre. Alega-se que, como contrição pela violação de um juramento feito aos judeus, os monges se propuseram a jejuar - um costume ainda mantido pelos coptas. Porém, estas alegações são disputadas pela Igreja Copta.
Acredita-se que Heráclio tenha sonhado que uma grande destruição ameaçava o Império Bizantino pelas mãos de um povo circuncidado (o que de fato aconteceu com a conquista de vastas extensões de território nos séculos seguintes pelos muçulmanos). Por isso, ele se propôs a destruir todos os judeus que não se convertessem; há relatos de que ele teria aconselhado Dagoberto, rei dos francos, a fazer o mesmo. Por volta desta época, a situação dos judeus era tão desesperada que a Sibila Tiburtina afirmou que a comunidade judaica inteira do império estaria convertida em 120 anos.

### Invasão dos exércitos árabes muçulmanos
Após a derrota do Império Persa, uma nova ameaça, o Califado Ortodoxo, emergiu na região. Heráclio buscou consolidar e assegurar os seus ganhos. Em 638, o Império Bizantino perdeu completamente o controle da Judeia para os árabes. O Império Árabe Islâmico, sob o califa Omar, conquistou Jerusalém, a Mesopotâmia, o Levante e o Egito.

## Na literatura.
Os eventos ocorridos nas batalhas entre persas e bizantinas no Levante e a posterior conquista árabe inspiraram diversos escritos apocalípticos judaicos no início da Idade Média. Entre eles, o Apocalipse de Zerubabel, que se refere em partes aos eventos da conquista judaica da Palestina Prima em 614.